# Khan Asparuh (Schiff, 1977)
Die Khan Asparuh (bulg. Хан Аспарух) war ein 1977 gebauter Rohöltanker der bulgarischen Staatsreederei Navigation Maritime Bulgare. Sie war mit 100.000 Tonnen das größte Schiff, das in Bulgarien gebaut bzw. auch betrieben wurde. 2003 wurde es in Alang abgewrackt.

## Bau und technische Daten
Während der Sperrung des Sueskanals von 1967 bis 1975 setzten die Reedereien weltweit auf immer größere und wirtschaftlichere Tanker für die Fahrt zwischen Europa über das Kap der Guten Hoffnung und den arabischen Ländern. Vor diesem Hintergrund konzipierte das Institut für Schiffbau in Warna als Projekt 606 den ersten Bau eines 100.000-Tonnen-Tankers in Bulgarien. Auf der Georgi-Dimitrov-Werft (seit 2004: Bulyard) in Warna erfolgte am 2. November 1974 unter der Baunummer 308 die Kiellegung und am 24. März 1976 der Stapellauf als Khan Asparuh, benannt nach Khan Asparuch (* um 641; † um 702, Herrscher des Großbulgarischen Reichs). Der Weiterbau bis zur Fertigstellung dauerte noch ein Jahr.
Das Schiff war 244,51 Meter lang, 38,99 Meter breit und hatte einen Tiefgang von 15,50 Metern. Sie war mit 57079 BRZ vermessen, die Tragfähigkeit betrug 96.795 tdw. Ein vom polnischen Hersteller Cegielski in Lizenz hergestellter 8-Zylinder-Sulzer-Dieselmotor vom Typ 8RND-90 erzeugte 23.200 PS und ermöglichte eine Geschwindigkeit von 11,3 Knoten.

## Weitere Schiffe der Klasse
Ursprünglich war geplant, für Bulgarien und den Export nach Polen rund 40 Schiffe dieses Typs zu bauen, doch nach der Khan Asparuh wurde 1978 lediglich ein zweiter Tanker gebaut. Er sollte den Namen Khan Krum erhalten (Krum, 803 bis 814 Khan des Ersten Bulgarischen Reichs), wurde aber an einen griechischen Reeder veräußert und 1979 als Olympic Star (IMO 7625251) in Dienst gestellt.

## Geschichte
Als größtes in Bulgarien gebautes Schiff war die Khan Asparuh zugleich politisches Prestigeprojekt und durfte nicht ins Ausland verkauft werden. Mit der Indienststellung am 3. November 1977 übernahm die Staatsreederei Navigation Maritime Bulgare (Navibulgar, eigentlich Bălgarski Morski Flot bzw. Български Морски Флот) mit ihrer Spartenreederei für Tankschiffe, der Bulgarski Tanker Flot (Bulet), das Schiff. Heimathafen wurde Burgas.
Zu einem geregelten Linienbetrieb des Schiffes zwischen Bulgarien und Asien kam es zunächst nicht. 1975 öffnete der Sueskanal wieder, gleichzeitig benötigte Bulgarien auch keinen so großen Tanker und die Khan Asparuh wurde zunächst aufgelegt. Das Schiff wurde dann für zwei Jahre an ein französisches Unternehmen verpachtet. Auch wenn das Schiff anschließend wieder unter bulgarischer Flagge in Fahrt gebracht wurde, konnte seine Tonnage nicht voll ausgenutzt werden – das Schiff hatte einen zu großen Tiefgang für die bulgarischen und russischen Häfen im Schwarzen Meer.
International Aufsehen erregte das Schiff, als der Tanker den russischen Hafen Noworossijsk am 27. November 2001 verließ und ein Brand auf dem Schiff ausbrach. Bei dem Feuer wurden sechs Personen verletzt, der Brand konnte gelöscht werden. Zwei Jahre später beschloss die Reederei die Stilllegung des Tankers: Die Einführung von Doppelhüllentankern und das 2001 beschlossene Verbot von Einhüllentankern ab 2015 ließ Schiffen wie der Khan Asparuh wenig Spielraum. Am 3. Dezember 2003 strich die Navibulgar das Schiff von ihrer Liste und verkaufte es zum Abwracken an die Abwrackwerften bei Alang in Indien. Seitdem verfügt die Reederei über keinen Tanker mehr.